# Stocketjärnen (Nössemarks socken, Dalsland, vid Bråtvallstjärnarna)
Stocketjärnen är en sjö i Dals-Eds kommun i Dalsland och ingår i Enningdalsälven-Glommas kustområde. Stocketjärn ligger i Trestickla-Boksjön Natura 2000-område.